# Saltängslöpare
Saltängslöpare (Anisodactylus poeciloides) är en skalbaggsart som först beskrevs av Stephens 1828.  Saltängslöpare ingår i släktet Anisodactylus, och familjen jordlöpare. Enligt den svenska rödlistan är arten nationellt utdöd i Sverige. . Arten har tidigare förekommit i Götaland men är numera lokalt utdöd. Artens livsmiljö är havsstränder.